# Holanský rybník
Holanský rybník je jedním z desítek rybníků tvořících soustavu známou jako Holanské rybníky v jižní části okresu Česká Lípa. Jméno má podle městyse Holany na jeho břehu. Je využíván k rybolovu i rekreaci.

## Poloha a parametry
Celá soustava původně 23 Holanských rybníků je napájena hlavně od západu Bobřím potokem, poté vtéká do chráněného Novozámeckého rybníka. Rybniční soustava vznikla již ve středověku, Holanský rybník je zmiňován od roku 1440. Velmi krásný rybník má výpust vysekanou v pískovcové skále, na které stával vartenberský hrad Rybnov. Na jeho hladině se zrcadlí blízký barokní chrám sv. Máří Magdaleny v Holanech. Voda z rybníka odchází výpustí a dvojicí bezpečnostních přelivů dál na východ. V soustavě Holanských rybníků je zhruba uprostřed, na katastru městyse Holany. Je jeho severovýchodní straně je obec Rybnov, administrativní, a dnes i svou zástavbou, součást Holan.
Holanský rybník s plochou 25 ha je využíván k rybolovu, koupání a závlahám. Část břehů je zalesněna. Městyse Holany se z jihu dotýká CHKO Kokořínsko, vlastní rybník je mimo ni.

## Cestovní ruch
V přilehlých Holanech je řada stavebních památek, v blízkosti jsou zříceniny hrádků Milčany a Jiljov. Po břehu Holanského rybníka je vedena červeně značená turistická cesta od Holan k Stvolínkám a také cyklostezka 3086. V Holanech je křižovatka tří silnic – na Zahrádky, na Blíževedly a na jih do oblasti Kokořínska. Do Holan zajíždí meziměstská autobusová doprava ČSAD Česká Lípa. Nejbližší zastávka vlaku na trati 087 z České Lípy do Lovosic je v 3 km vzdálených Zahrádkách. 

## Fotogalerie

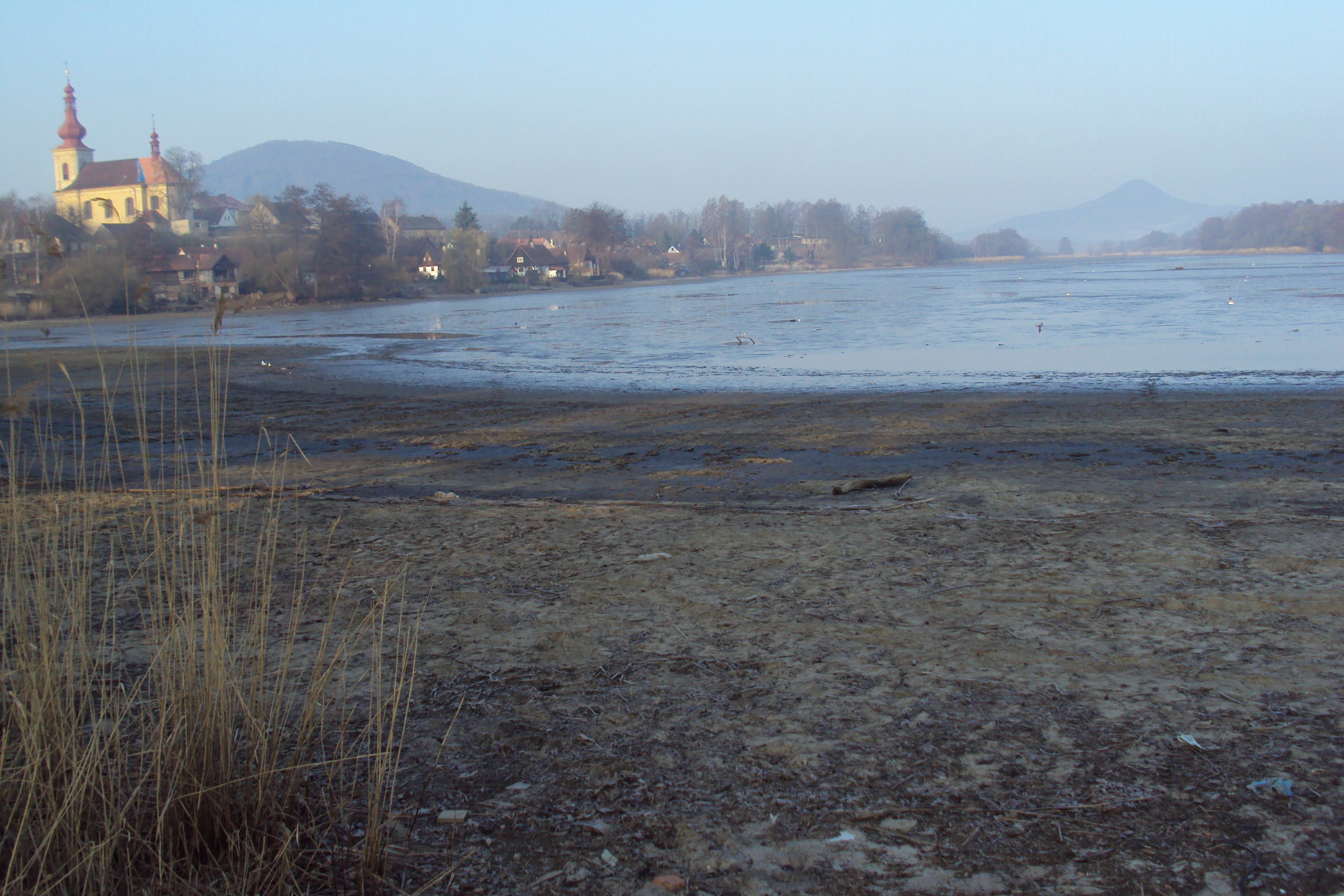
Na zimu zčásti vypuštěný Holanský rybník, vlevo Holany
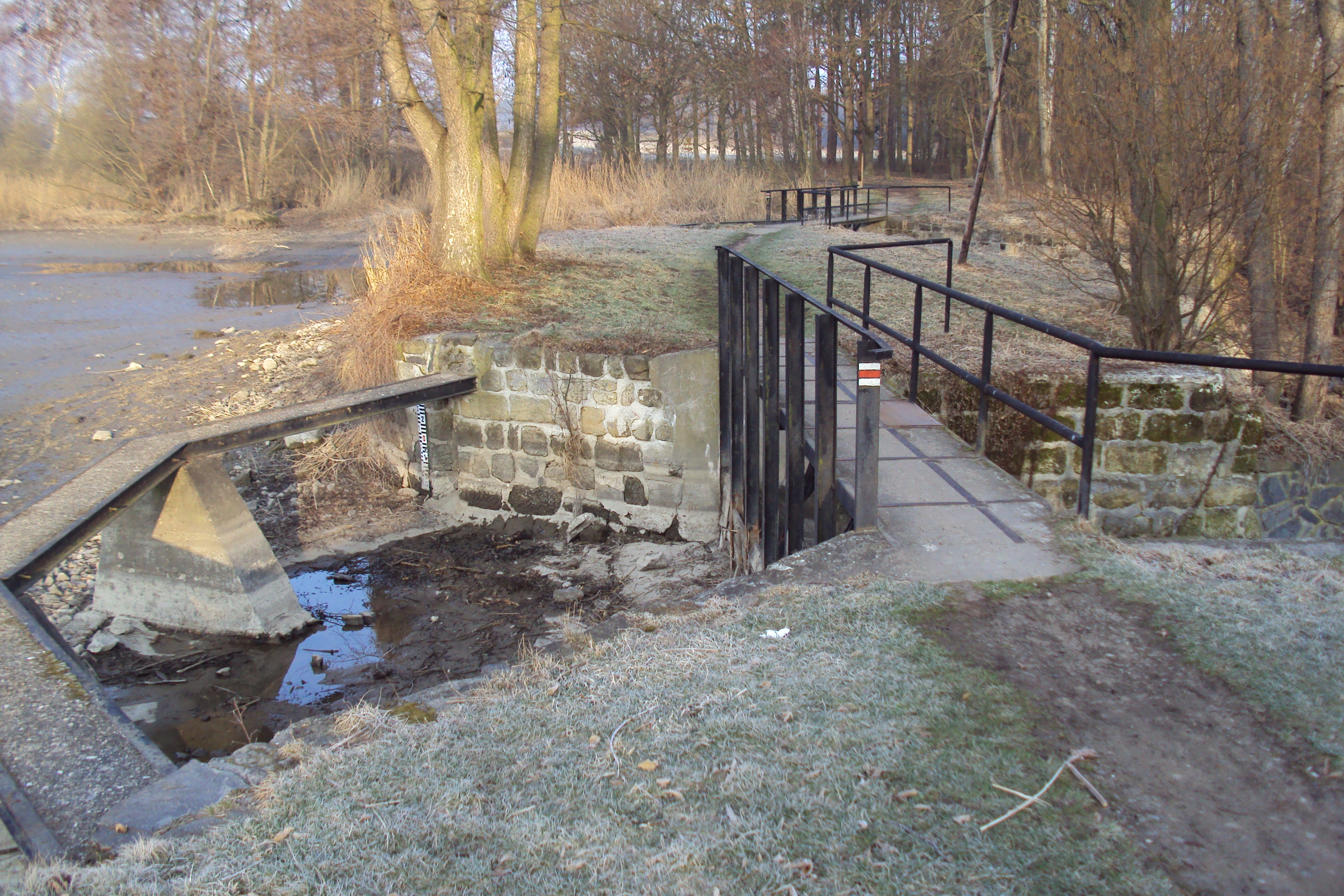
Po hrázi s výpustí vede značená cesta